# بژژنوو
بژژنوو (به لهستانی:  Brzezinów) یک روستا در لهستان است که در گمینا تووشچ واقع شده‌است.